# Haus zum Stadthof
Das Haus «Zum Stadthof» in Schaffhausen (Schweiz) wurde bis 1805 auch als Haus «Zur Judenschule» bezeichnet. Dort, in der oberen «Neustadt» befand sich am Ende des 14. Jahrhunderts die Synagoge der jüdischen Gemeinde.

## Lage
Das Gebäude (Neustadt Nr. 39) steht an der Westseite der «Neustadt» unterhalb des «Haberhauses» und gegenüber dem Haus «Zur Hoffnungsburg», die im Kulturgüterschutz-Inventar der Schweiz als «Kulturgut von regionaler Bedeutung» (B-Objekt, KGS-Nr. 4414) klassifiziert sind. Die Strasse ist Teil des «Ortsbilds von nationaler Bedeutung» im Inventar der schützenswerten Ortsbilder der Schweiz (ISOS).

## Geschichte
Juden sind in der Reichsstadt Schaffhausen seit Ende des 13. Jahrhunderts nachgewiesen. Eine erste jüdische Gemeinde wurde 1278 gegründet. Ihr Einkommen bezogen die jüdischen Kaufleute zum grossen Teil aus Handel mit Geld. In den Pestjahren 1348/1349 wurden die Gemeindemitglieder verfolgt und am 22. Februar 1349 wegen angeblicher Brunnenvergiftung verbrannt. Die Schulden der Bürger verfielen und der jüdische Hausbesitz kam an die Stadt sowie die Herzöge von Österreich. 
Zwanzig Jahre später durften sich Juden erneut in der Stadt niederlassen. Das mittelalterliche Judenquartier befand sich im Bereich um das spätere Haus «Zum Stadthof». Die Zahl der Bewohner wird auf etwa 50 bis 60 Personen in 17 Familien geschätzt. Sie wohnten im Stadthof in der oberen Neustadt, am Rossmarkt und im Judmannsgässlein (heute «Ringkengässchen»). Neben dem Stadthof befand sich die 1380 bzw. 1393 urkundlich genannte Synagoge (Judenschule). Zu erneuten Pogromen kam es 1400/1401. Die Gemeinde wurde eines Ritualmords beschuldigt. Nach der Verurteilung zu grausamer Folter wurden etwa 30 erwachsene Juden am 25. Juni 1401 verbrannt.
Im Jahr 1435 gestattete die Stadt Schaffhausen Juden den Erwerb von zwei Häusern. Eine neue Versammlungsstätte der Juden wurde in der «Vorstadt» eingerichtet. Die Tagsatzung beschloss 1489 die Ausweisung der Juden aus der Eidgenossenschaft für das Jahr 1491. Das befristete Bündnis Schaffhausens mit den Eidgenossen wurde am 19. August 1501 in ein ewiges verwandelt.
Der Hausname «Judenschule» blieb als Bezeichnung bestehen, bis 1805 ist er in den Grundzinsbüchern der Stadt eingetragen. In den Fertigungsbüchern wurde er nicht erwähnt, dort erscheint 1771 erstmals die Bezeichnung als «Zum vorderen Stadthof». Der Hausname «Zum Stadthof» ist bis in die Gegenwart gebräuchlich und in der Fassade über dem Zugang zu Haus und Innenhof aufgetragen.  
Eine Initiative von Privatpersonen um Peter Bösch setzte sich bei der Stadt für den Austausch der alten Tafel am Ort der ursprünglichen Synagoge ein. Am 5. September 2018 wurde an der Neustadt 39 im Innenhof des Hauses eine neue Gedenktafel der Stadt enthüllt, die auf die Judenverfolgung im mittelalterlichen Schaffhausen hinweist. Der Stadtpräsident, die Initianten und der Stadtarchivar gedachten in ihren Ansprachen den geschichtlichen Ereignissen.
Die Tafel «Stadthof – ehemalige Judenschule» beschreibt die Geschichte des Anwesens und schliesst:
Der alte Hausname «Zur Judenschule» aber weist auf die bemerkenswerte Tradition und auf die tragischen Ereignisse dieser Liegenschaft hin. Wir bedauern, dass den jüdischen Mitbürgern damals dieses Unrecht angetan wurde. Eine Wiedergutmachung an ihnen ist unmöglich. Uns bleibt die Verpflichtung zur Erinnerung.
September 2018, Stadt Schaffhausen

## Beschreibung
Das Haus ist ein dreigeschossiges Bürgerhaus, das Umbauten erfahren hat. Ortstypisch ist das spätgotische, fünffach gekoppelte Fenster im zweiten Geschoss.
Unklar ist der Denkmalstatus des Gebäudes, «Kulturgut von lokaler Bedeutung» (C-Objekte) wurden bisher für die Stadt noch nicht veröffentlicht.

## Fussnoten
1. 1 2 3 4   Gaby Knoch-Mund: Die Juden in den mittelalterlichen Städten. In: Judentum. In: Historisches Lexikon der Schweiz.

Koordinaten: 47° 41′ 42,4″ N, 8° 37′ 55,7″ O; CH1903: 689595 / 283401